# 亚历山德拉·埃雷米亚
亚历山德拉·埃雷米亚（羅馬尼亞語：Alexandra Eremia，1987年2月19日—），罗马尼亚女子竞技体操运动员。她曾代表罗马尼亚获得2004年夏季奥运会体操比赛女子团体全能金牌和平衡木铜牌。